# Gluha Bukovica (Kotor-Varoš)
Gluha Bukovica (szerbül: Глуха Буковица), lakatlan település Bosznia-Hercegovinában, a Bosanska Krajina keleti részén, Kotor-Varoš községben, a Szerb Köztársaságban. 

## Fekvése
A település Bosznia-Hercegovina északi részén, Banja Lukától légvonalban 57, közúton 82 km-re délkeletre, községközpontjától légvonalban 35, közúton 51 km-re délkeletre, a Vlašić-hegységben, a Kotor Varošt Zenicával összekötő út mentén fekszik. Gluha Bukovica településnek a Szerb Köztársaság területére eső, lakatlan része.

## Népessége
| Nemzetiségi csoport | Népesség 1991 | Népesség 2013 |
| ------------------- | ------------- | ------------- |
| Szerb               | 0             | 0             |
| Bosnyák             | 1038          | 0             |
| Horvát              | 0             | 0             |
| Jugoszláv           | 0             | 0             |
| Egyéb               | 3             | 0             |
| Összesen            | 1041          | 0             |

## Története
A boszniai háborút lezáró daytoni békeszerződést követő területfelosztásnál Kotor-Varoš község részeként a Szerb Köztársaság területéhez került. Gluha Bukovica település határának északi részét ugyanis átvágta a Boszniai Föderéció és a Szerb Köztársaság közötti új határ, így ez a lakatlan rész Kotor-Varoš községhez került. Maga Gluha Bukovica központja a Föderációhoz tartozó Travnik község területénél maradt.